# ابوسفیان بن حرب
ابوسفیان صَخَر بن حرب بن اُمیه بن عبد شمس قریشی ((به عربی: أبُو سُفْيان صَخْرُ بن حَرْب بن أُمَيَّة بن عبدِ شَمْس القُرَشيُّ)؛ درگذشت: ۳۲ ه‍.ق)، از بازرگانان معروف و بزرگان قریش در زمان محمد بن عبدالله بود. وی پدر معاویه، جد یزید بن معاویه و جد اعلای معاویه بن یزید، سه خلیفه از خلفای اموی، مشهور به خلفای سفیانی بود.
از کارهای او فرماندهی نیرویی برای کنترل برده‌ها در مکه بود. در جنگ بدر حضور داشت و در جنگ احد در برابر محمد جنگید. او در فتح مکه شهادتین گفت و در چند جنگ برای اسلام شرکت کرد. ابوسفیان در سال ۳۲ هجری در مدینه درگذشت.او پس از وفات محمد دوست داشت که خلافت به یکی از تیره های برجسته  قریش برسد به همین دلیل علی بن ابی طالب را که از بنی هاشم بود به مخالفت با ابوبکر دعوت کرد و حمایت خود را به او ابراز نمود ولی علی نپذیرفت طبق منابع اهل سنت گفت:«ابوسفیان!مدتهای دراز با اسلام دشمنی کردی و ضرری نزدی،ابوبکر شایسته این کار بود.»همچنین ابوسفیان پس از اینکه اسلام آورد مسئول زکات مردم نجران و اطراف آن گشت.
او از جمله کسانی بود که با محمد خصومت و عداوت شدیدی داشت و در ادامه پس از فتح مکه توسط مسلمانان، مسلمان شد. او در تحریم محمد و خاندان بنی هاشم (ماجرای شعب ابی طالب) دست داشت.
ابوسفیان در جنگ یرموک نیز حضور داشت که در طی آن تیری به یکی از چشمانش اصابت کرد و کور شد.
ابوبکر جوهری می‌گوید که پس از بیعت با عثمان (که خود از امویان بود) ابوسفیان گفت که این امر (خلافت) ابتدا در دست طایفهٔ بنی تیم (طایفهٔ ابوبکر) قرار گرفت درحالی که ربطی بدان‌ها نداشت؛ بعد از آن در دست قبیلهٔ عدی (طایفهٔ عمر) قرار گرفت که دورتر و دورتر بود. اکنون به منزلگاه خود بازگشته و قرارگاه خویش را بازیافته‌است. او خطاب به عثمان و بنی‌امیه گفت که آن را در میان خود موروثی کرده میان فرزندان خود بگردانید، هیچ بهشت و جهنمی در کار نیست.

## نسب
پدرش حرب بن امیه بن عبدشمس بن عبدمناف بن قُصَی بن کِلاب بن مُرَّة بن کعب بن لُؤَی بن غالب بن فَهر بن مالک بن نَضر بن کِنانة بن خُزَیمَة بن مُدرِکَة بن إلیاس بن مُضَر بن نزار بن مُعِدّ بن عدنان بود.
مادرش صفیه دختر حُزن بن بُجَیر بن هَزم بن رُؤَیبَة بن عبدالله بن هلال بن عامر بن صَعصَعة بن معاویة بن بکر بن هوازن بن منصور بن عِکرَمَة بن خَصَفة بن قیس عیلان مُضَر بن نزار بن مُعِدّ بن عدنان بود.
همچنین عبد مناف جد مشترک محمد و علی است که ابوسفیان بن حرب بن امیه بن عبد شمس بن عبدالمناف با هم اشتراکی می‌یابند. (شجره‌نامه محمد: محمد بن عبدالله بن عبدالمطلب بن هاشم بن عبد مناف، شجرنامه علی: علی بن ابوطالب بن عبدالمطلب بن هاشم بن عبدمناف)

## مرگ
ابوسفیان در مدینه، در سال ۳۲ هجری، درگذشت. عثمان بن عفان بر او نماز خواند و در بقیع دفن شد.

## در رسانه
| بازیگر        | نوع اثر  | نام اثر                       | سال تولید |
| ------------- | -------- | ----------------------------- | --------- |
| مایکل آنسارا  | سینمایی  | محمد رسول الله (نسخه انگلیسی) | ۱۹۷۶      |
| حمدی غیث      | سینمایی  | محمد رسول الله ( نسخه عربی)   | ۱۹۷۶      |
| جهانگیر فروهر | سریال    | امام علی                      | ۱۳۷۰-۱۳۷۵ |
| داریوش فرهنگ  | سینمایی  | محمد رسول الله                | ۱۳۹۴      |
| جواد طاهری    | سینمایی  | راه بهشت                      | ۱۳۹۰      |
| حسن جوهرچی    | تله فیلم | پناهنده                       |           |
| حسن جوهرچی    | تله فیلم | سیاه سفید                     |           |
| حسن جوهرچی    | تله فیلم | بازگشت به جهنم                |           |
| فادی صبیح     | سریال    | معاویه                        | ٢٠٢٥      |

## همسران و فرزندان

### همسران
ابوسفیان همسران متعددی داشت. هند بنت عتبه ملقب به هند جگرخوار مهم‌ترین همسر او بود. همچنین دو دختر أبی العاص بن أمیة به نامهای صفیه و لبابه که دخترعموهای ابوسفیان به‌شمار می‌رفتند دیگر همسران او بودند.

### فرزندان
- معاویه مهم‌ترین فرزند ابوسفیان بود که حدود ۲۰ سال خلافت کرد و یکی از مهم‌ترین خلفای بنی امیه به‌شمار می‌رود.
- رمله معروف به ام حبیبه یکی از دختران ابوسفیان بود که با محمد (پیامبر اسلام) ازدواج کرد.
- میمونه یکی دیگر از دختران ابوسفیان بود که با ابی مره بن عروه بن مسعود ثقفی ازدواج کرد و صاحب دختری به نام لیلا شد که لیلا به همسری حسین بن علی امام سوم شیعه درآمد.
- یزید یکی دیگر از فرزندان ابوسفیان بود که در فتح مکه مسلمان شد و در نبرد حنین شرکت جست.
- بنا بر برخی روایات، زیاد بن ابیه هم فرزند نامشروع ابوسفیان بوده‌است.[نیازمند منبع]